# 強制令 (刑法)
在法律程序中，刑事法庭可以對被控犯罪的人判以強制令（英語：mandate），包括有義務履行某些條件或參與某些活動以換取暫緩或縮減刑罰，譬如感化、有條件釋放或其他有條件判決。例如，被裁定酒後駕駛或管有危險藥物罪名成立的被告人可能會被強制接受酗酒或物質濫用康復服務。
這個詞是有矛盾的，因為接受「強制令」是被告人的自願行為，被告人也可以選擇被普遍認為更嚴厲的選項，例如監禁（實際上如何權衡由個人決定）。從這個意義上說，強制令並不是真正強制性的，而是一種法律擬制，其中法庭假定一種實際上受被告人自由意志約束的權力的幻覺。